# Combovin
Combovin ist eine französische Gemeinde mit 472 Einwohnern (Stand: 1. Januar 2022) im Département Drôme in der Region Auvergne-Rhône-Alpes; sie gehört zum Arrondissement Valence und zum Kanton Crest.

## Geographie
Combovin liegt etwa 15 Kilometer ostsüdöstlich von Valence am Fluss Véore, einem Zufluss der Rhône. Combovin wird umgeben von den Nachbargemeinden Châteaudouble im Norden, Le Chaffal im Nordosten, Gigors-et-Lozeron im Osten und Süden, la Baume-Cornillane im Südwesten, Montvendre und Barcelonne im Westen sowie Chabeuil im Nordwesten.

## Bevölkerungsentwicklung
| Jahr                       | 1962 | 1968 | 1975 | 1982 | 1990 | 1999 | 2006 | 2019 |
| Einwohner                  | 219  | 217  | 214  | 259  | 341  | 361  | 406  | 449  |
| Quellen: Cassini und INSEE |      |      |      |      |      |      |      |      |

## Sehenswürdigkeiten
- Kapelle Sainte-Marguerite, Anfang des 19. Jahrhunderts errichtet

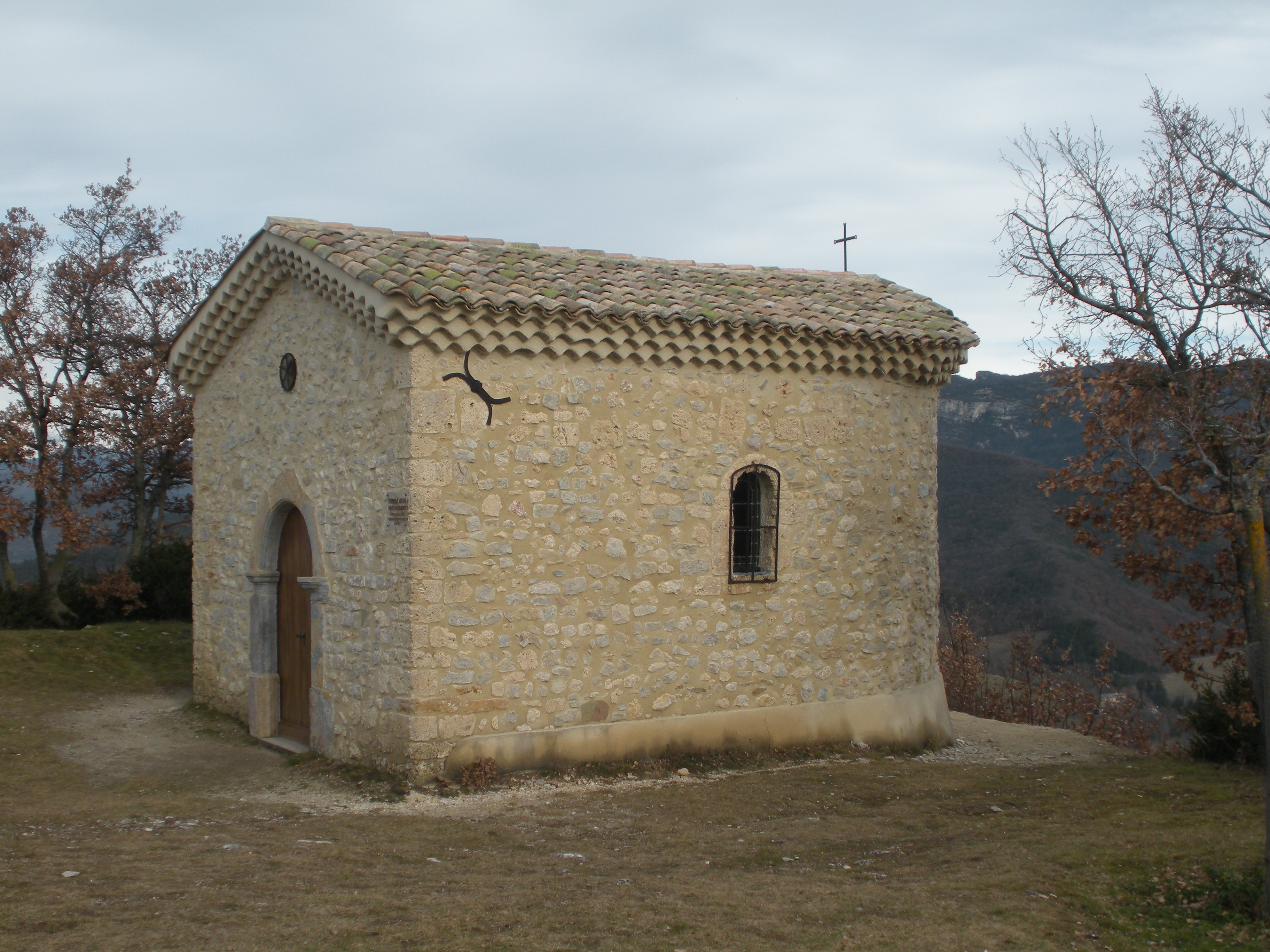
Kapelle Sainte-Marguerite